# 生活反応
生活反応（せいかつはんのう）は、生きている人間、動物の身体組織のみに発生する変化のことである。法医学では最も基本的かつ重要な要素となる。呼吸、皮下出血、炎症、化膿などが挙げられる。これらの生活反応は死体には決して発生しないため犯罪捜査において事故又は自殺か他殺かを見極める上でも非常に重要である。

## 現代までの発展
古代中国での医学
古くは古代中国の法医学書「無冤録」に、その記述が認められる。それによると当時、宮廷の豚の丸焼きを調理した際に、ごく稀に気管や肺に焦げや煤の付いた豚があったという。当時の医学者たちは、その理由を探った。やがて医学者らは、一つの結論にたどり着いた。
これらの少数の豚は屠殺が完全にはいかず、豚は焼かれた際にまだ生きていたということである。焼かれた時点ではまだ豚は呼吸をしていたため、火の粉や煤を吸い込んでいたのだった。すなわち、呼吸は生きている生物にしかできないこと、肺などの呼吸器官を調べることによって火によって豚は死んだのか、火で焼かれる前に別の原因で死んだのかを特定できる可能性があることを発見した。
それは、ヒト社会における殺人事件の捜査にも応用できる。放火殺人において、殺害後に放火したのであるか(非現住建造物等放火罪)、生きたまま焼き殺したのか(現住建造物等放火罪)を調べることが可能となる。
日本での一般化
日本で生活反応という言葉が一般的になったのは、「下山事件」以降であると言われる。

## 人におこる主な生活反応
皮下出血
人は死ぬと血液の循環が無くなるので、皮下出血は発生しない。死斑と外見が似ているため、注意が必要である。判別法としては、皮下出血は凝固が発生しているが、死斑には凝固は見られない。この凝固のため出血部位を指で圧迫しても、皮下出血は容易に退色しない。これらは簡易的な判別方法で、現場の環境などにより例外が発生する可能性も考えられる。
呼吸
生体にしか認められない。焼死体の気管部分の、煤の有無を調べる。また溺死体等は、鼻腔等に細かな泡状の水分がある。これは生きた人間が溺れる際に、呼吸した空気と水が混和したものである。これらは生きた人間が溺死したのか、別の場所で既に死んだ人間が水中に遺棄されたかを調べる上で有効である。
一酸化炭素中毒死または青酸中毒死に発生する鮮紅色の死斑
一酸化炭素中毒で死亡した人体に見られる特徴的な現象として、死斑が鮮やかな紅色であることが挙げられる。これは、一酸化炭素と血中のヘモグロビンが、結合することによって発生する現象である。これは、生体のみに発生する現象である。
化膿、瘡蓋
これらの反応は、治癒反応と呼ばれるものである。損傷などが治癒して行く過程で発生するものであり、死体には発生しない。